# Helmut Pfleger
Helmut Pfleger (* 6. August 1943 in Teplitz-Schönau, Reichsgau Sudetenland) ist ein deutscher Schachgroßmeister.

## Leben
Helmut Pfleger ist Sohn des pharmazeutischen Unternehmers Robert Pfleger. Er verbrachte seine Kindheit in Bamberg, studierte dann Medizin und wurde 1971 an der Universität München promoviert. Er war als Internist und Psychotherapeut in München tätig, bis er seine Praxis aus Altersgründen übergab.
Den meisten Schachinteressierten ist er durch seine häufigen Auftritte im Westdeutschen Rundfunk bekannt. Mehrere Jahrzehnte standen die WDR-Sendungen Pflegers für einen Großteil der Schach-Berichterstattung im deutschen Fernsehen. Früher moderierte er Telekollegsendungen im Bayerischen Fernsehen über Chemie, Biologie oder Bewegungstherapie. Schachsendungen moderiert er seit 1977, oft gemeinsam mit Vlastimil Hort. Besonderen Stellenwert hatte dabei Schach der Großmeister von Claus Spahn, die live ausgestrahlte Übertragung der Partie um den Fernsehschachpreis, an der sich seit 1983 bekannte Spieler wie die Schachweltmeister Anatoli Karpow oder Wladimir Kramnik beteiligten. In der letzten Ausgabe am 22. August 2005 standen sich Pfleger und Hort selbst gegenüber und kommentierten für die Zuschauer ihre Züge. Auch moderierte Pfleger Spahns Schachlehrfernsehserie Schach – Zug um Zug.
1963 wurde Pfleger hinter Wolfgang Unzicker punktgleich Zweiter bei der Deutschen Meisterschaft in Bad Pyrmont. 1965 in Bad Aibling gewann er gemeinsam mit Unzicker die Deutsche Meisterschaft. Im gleichen Jahr wurde er Internationaler Meister, den Großmeistertitel errang er 1975. Bis Mitte der 1980er Jahre gehörte er zu den besten deutschen Schachspielern.
Im Jahr 1981 führte er während eines eigens zu diesem Zweck angesetzten Schachturniers in Grünwald sportmedizinische Untersuchungen an den Spielern durch, um zu belegen, dass es sich bei Schach um Leistungssport handelt.
Pfleger publizierte zahlreiche Schachbücher mit wechselnden Co-Autoren, darunter eine Reihe von Werken zu den Schachweltmeisterschaften von 1981 bis 1995. Zusammen mit Eugen Kurz und Gerd Treppner gab er im Jahr 2003 ein vom Deutschen Schachbund empfohlenes Lehrbuch Schach Zug um Zug heraus. In der Wochenzeitung Die Zeit verfasst er schließlich eine beliebte wöchentliche Kolumne zum Thema Schach, die erstmals am 5. November 1982, also vor mehr als vier Jahrzehnten erschien. Regelmäßige Schachkolumnen erscheinen auch im Deutschen Ärzteblatt sowie in der Welt. Außerdem veröffentlichte er für ChessBase drei DVDs Die schönsten Partien der Schachgeschichte sowie zwei DVDs Moderne Klassiker.
Pfleger wird bei der FIDE als inaktiv geführt, da er seit 1999 keine Elo-gewertete Partie mehr gespielt hat.

## Nationalmannschaft

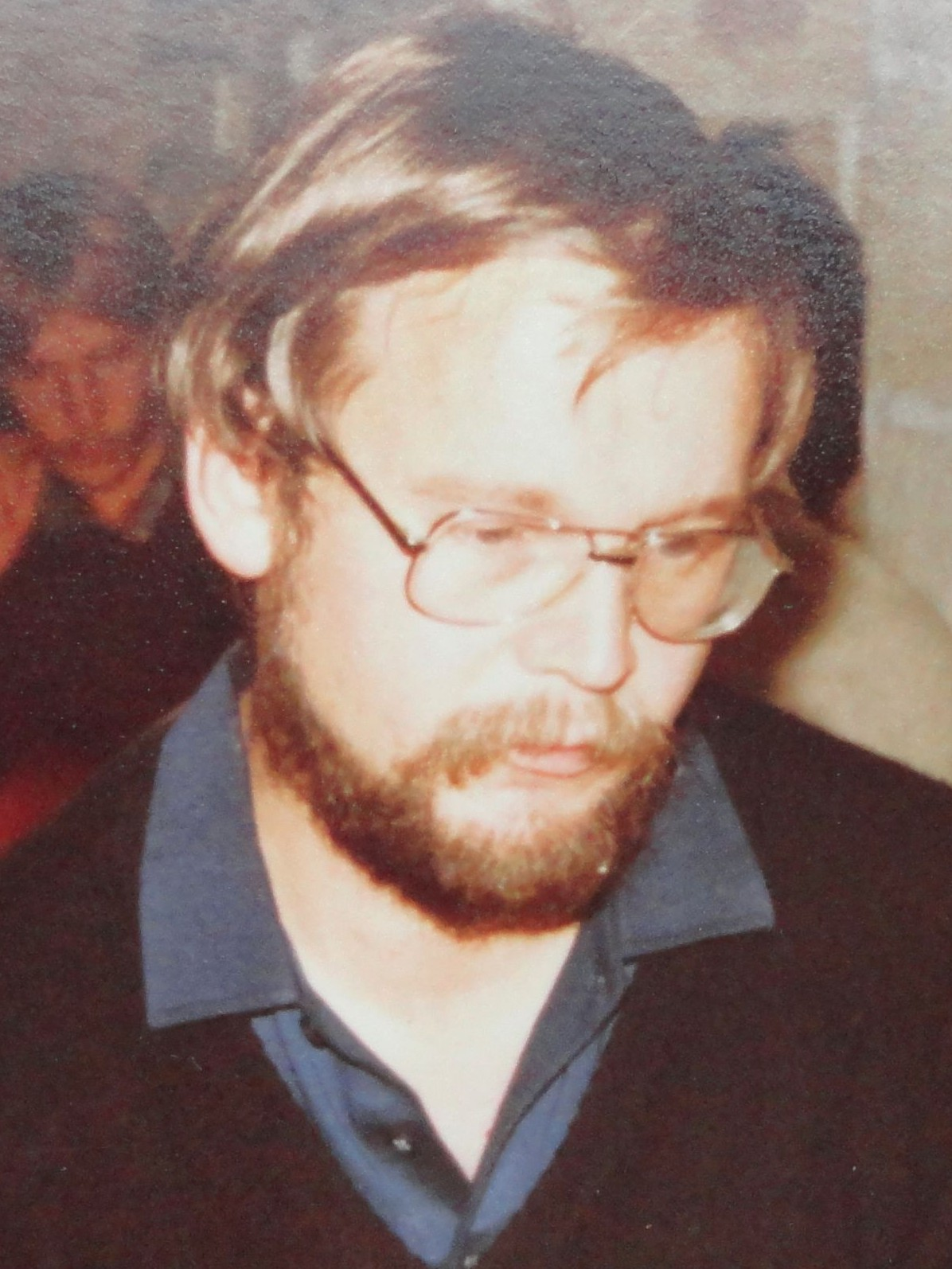
Helmut Pfleger bei der Schacholympiade 1980

Pfleger ist vielfacher deutscher Nationalspieler. In den Jahren 1968 und 1970 spielte er bei den Mannschaftsweltmeisterschaften der Studenten jeweils am ersten Brett für Deutschland und erreichte 13 Punkte aus 19 Partien. Zwischen 1964 und 1982 nahm er an sieben Schacholympiaden teil und erzielte dabei 54,5 Punkte aus 80 Partien. Als bestes Ergebnis seiner Schachkarriere schätzt er seine 12,5 Punkte aus 15 Partien bei der Schacholympiade 1964 in Tel Aviv-Jaffa ein, bei der die bundesdeutsche Mannschaft einen dritten Platz erreichte und Pfleger selbst das beste Einzelergebnis am vierten Brett erzielte. Bei der Schacholympiade 1974 in Nizza erreichte Pfleger das drittbeste Einzelergebnis am dritten Brett. Außerdem spielte er zwischen 1965 und 1983 bei vier Mannschaftseuropameisterschaften sowie 1985 bei der Mannschaftsweltmeisterschaft.

## Vereine
In der viergleisigen 1. Bundesliga von 1974 bis 1980 spielte Pfleger für den SC 1868 Bamberg, mit dem er 1976 und 1977 deutscher Mannschaftsmeister wurde. Nach Einführung der eingleisigen Bundesliga spielte er bis 1982 weiter in Bamberg und wechselte dann zum FC Bayern München, mit dem er 1983 und 1985 deutscher Mannschaftsmeister wurde. 1985 kehrte er zum SC 1868 Bamberg zurück und spielte mit diesem bis 1992 sowie erneut in den Saisons 1993/94 und 1995/96 in der 1. Bundesliga. In der österreichischen Staatsliga A spielte er in der Saison 1998/99 für den SK Loosdorf.

## Privat
Helmut Pflegers damalige erste Ehefrau, die frühere rumänische Jugendmeisterin Doina Pascu, siegte Ende 1973 im offenen Frauenturnier in Bad Aibling und qualifizierte sich damit für die Teilnahme an der deutschen Meisterschaft.  In zweiter Ehe heiratet Pfleger Milagros Garcia, die vorherige Ehefrau des kubanischen Großmeisters Guillermo García González. Seine dritte Ehe mit einer Mexikanerin „existierte nur auf dem Papier“. Etwa 2010 heiratete Helmut Pfleger schließlich die Thailänderin Sunanta, die einen Sohn mit in die Familie brachte.
Pfleger hat mit seiner ersten Ehefrau eine Tochter Anda und mit seiner zweiten Ehefrau einen Sohn Daniel. Außerdem hat er eine uneheliche Tochter Hanny (geb. 1984).

## Auszeichnungen und Würdigungen
- 1975 – Silbernes Lorbeerblatt
- 1976 – Goldene Ehrennadel des Deutschen Schachbundes[14]
- 1981 – Goldener Gong für „Schach zum Anfassen“[15]
- 1982 – Medienpreis des Deutschen Schachbundes
- 2009 – Breitensport-Ehrenpreis des Deutschen Schachbundes[16]

Anlässlich des 80. Geburtstages widmete die Zeitschrift Karl – Das kulturelle Schachmagazin ihr Heft 1/2024 überwiegend der Person Helmut Pflegers.

## Veröffentlichungen
- (mit Berend J. Withuis): Kinder- und Jugend-Schach. Offizielles Lehrbuch des Deutschen Schachbundes zur Erringung der Bauern-, Turm- und Königsdiplome. Falken-Verlag, Niedernhausen 1981, ISBN 3-8068-0561-X.
- (mit Otto Borik): Schach-WM '81. Karpow–Kortschnoi. Falken-Verlag, Niedernhausen 1981, ISBN 978-3-8068-0583-3.
- (mit Eugen Kurz): Schach: TV-Worldcup '82. Turnier der Schachgroßmeister. Falken-Verlag, Niedernhausen 1982, ISBN 3-8068-4133-0.
- (mit Eugen Kurz): Turnier der Schachgroßmeister '83. Falken-Verlag, Niedernhausen 1983, ISBN 3-8068-0718-3.
- (Hrsg.): Die besten Partien deutscher Schach-Großmeister: Klaus Darga, Hans-J. Hecht, Robert Hübner, Barbara Hund, Erik Lobron, Helmut Pfleger, Lothar Schmid, Wolfgang Unzicker. Falken-Verlag, Niedernhausen 1983, ISBN 3-8068-4121-7.
- (mit Horst Metzing): Schach: Spiel, Sport, Wissenschaft, Kunst. Hoffmann und Campe, Hamburg 1984, ISBN 3-455-08228-9.
- (mit Otto Borik und Michael Kipp-Thomas): Schach-WM '85. Karpow–Kasparow. Falken-Verlag, Niedernhausen 1985, ISBN 3-8068-0785-X.
- (mit Ephraim Kishon und Ossi Weiner): Der Schachcomputer: Gegner und Freund. Nymphenburger, München 1986, ISBN 3-485-01696-9.
- (mit Otto Borik und Michael Kipp-Thomas): Die Schach-Revanche. Karpow/Kasparow 1986. Falken-Verlag, Niedernhausen 1986, ISBN 3-8068-0831-7.
- (mit Otto Borik und Michael Kipp-Thomas): Schach-WM 87. Karpow/Kasparow. Falken-Verlag, Niedernhausen 1987, ISBN 3-8068-0910-0.
- (mit Otto Borik): Schach-WM 1990. Kasparow–Karpow. Falken-Verlag, Niedernhausen 1991, ISBN 3-8068-1122-9.
- (mit Gerd Treppner): So denkt ein Schachmeister. Strategische und taktische Analysen. Edition Olms, Zürich 1993, ISBN 3-283-00317-3.
- (mit Gerd Treppner): Brett vorm Kopf. Leben und Züge der Schachweltmeister. Beck, München 1994, ISBN 3-406-37464-6.
- (mit Hartmut Metz): Schach-WM 1993. Kasparow–Short/Karpow–Timman. Edition Olms, Zürich 1994 (2. Auflage), ISBN 3-283-00276-2.
- (mit André Behr): Schach-WM 1995. Kasparow–Anand. Edition Olms, Zürich 1995, ISBN 3-283-00295-9.
- (mit Eugen Kurz und Gerd Treppner): Schach Zug um Zug. Bauerndiplom, Turmdiplom, Königsdiplom. Bassermann, München 2003, ISBN 3-8068-2705-2.

Die Schachkolumnen in der Wochenzeitung Die Zeit wurden auch in Buchform veröffentlicht:
- Schachkabinett. 1987, ISBN 3-8068-0877-5.
- Taktik und Witz im Schach. 1992, ISBN 3-283-00252-5.
- Schwupps, da war der Bauer weg. 1998, ISBN 3-283-00354-8.
- Schachpuzzle-Buch. 2002, ISBN 3-283-00450-1.
- Schach Knockouts. 2006, ISBN 3-283-00456-0.
- Zeit-Schachspalten. 2009, ISBN 978-3-283-01012-6.
- Schach Zeit-Knaller. 2011, ISBN 978-3-283-01017-1.
- Zeit-Schachwunder. 2016, ISBN 978-3-283-01025-6.
- 40 Jahre Schach im ZEITmagazin. 160 amüsante Aufgaben mit überraschenden Lösungen. Bearbeitet und zusammengestellt von Raymund Stolze. Edition Olms, Bubikon 2022, ISBN 978-3-283-01041-6.